# Begonia novalombardiensis
Begonia novalombardiensis é uma espécie de Begonia nativa do Brasil, no estado do Espírito Santo.